# کانتیراوا
کانتیراوا (انگلیسی: Kanteerava) فیلم درام اکشن کنادا- زبان، محصول سال ۲۰۱۱ است که کارگردانی آن بر عهده توشار رانگانات بود و توسط رامو ساخته شد. این فیلم بازساخته‌ای از فیلم شهرت (۲۰۰۳) است. نقش‌های اصلی را دنیا ویجی، شوبا پونجا و ریشیکا سینگ بازی کرده‌اند. موسیقی فیلم را چاکری ساخته‌است.